# Live Gothic
Live Gothic è il secondo album live pubblicato dalla band svedese Symphonic metal Therion. Esso è formato da due cd e contiene la registrazione del concerto tenutosi a Varsavia (Polonia) il 14 febbraio 2007, durante il "Gothic Kabbalah World Tour 2007".
Dello stesso album esiste anche una versione in DVD.

## Tracce

### CD 1
1. "Der Mitternachtslöwe"
2. "Schwarzalbenheim"
3. "The Blood of Kingu"
4. "The Falling Stone"
5. "An Arrow From the Sun"
6. "Deggial"
7. "Wine of Aluqah"
8. "The Perennial Sophia"
9. "The Son of the Sun"
10. "Son of the Staves of Time"
11. "Birth of Venus Illegitima"
12. "Tuna 1613"
13. "Drum Solo"
14. "Muspelheim"

### CD 2
1. "Rise of Sodom and Gomorrah"
2. "Ginnungagap"
3. "Grand Finale"
4. "Lemuria"
5. "The Wand of Abaris"
6. "Nightside of Eden"
7. "To Mega Therion"
8. "Thor (The Powerhead)"

## DVD

### Concerto
1. "Der Mitternachtslöwe"
2. "Schwarzalbenheim"
3. "The Blood of Kingu"
4. "The Falling Stone"
5. "An Arrow From the Sun"
6. "Deggial"
7. "Wine of Aluqah"
8. "The Perennial Sophia"
9. "The Son of the Sun"
10. "Son of the Staves of Time"
11. "Birth of Venus Illegitima"
12. "Tuna 1613"
13. "Drum Solo"
14. "Muspelheim"
15. "Rise of Sodom and Gomorrah"
16. "Ginnungagap"
17. "Grand Finale"
18. "Lemuria"
19. "The Wand of Abaris"
20. "Nightside of Eden"
21. "To Mega Therion"
22. "Thor (The Powerhead)"

### Bonus Video
"Drum Battle in Holland"

## Formazione
- Christofer Johnsson - chitarra
- Kristian Niemann - chitarra, chitarra ritmica
- Johann Niemann - basso
- Petter Karlsson – batteria
- Mats Levén – voce
- Snowy Shaw – voce
- Katarina Lilja – voce
- Lori Lewis - voce